# District métropolitain de Solihull
Le district métropolitain de Solihull est un district métropolitain des Midlands de l'Ouest. Il porte le nom de sa principale ville, Solihull.
Le district est créé le 1er avril 1974, par le Local Government Act de 1972. Il est issu de la fusion de l'ancien district de Solihull et du district rural de Meriden. Il est voisin de Birmingham à l'ouest et au nord, de Coventry à l'est, du Warwickshire au nord et au sud, et du Worcestershire au sud-ouest.

## Crédit d'auteurs
- (en) Cet article est partiellement ou en totalité issu de l’article de Wikipédia en anglais intitulé « Metropolitan Borough of Solihull » (voir la liste des auteurs).